# Нуман, Ахмед Мухаммед
Ахмед Мухаммед Нуман (араб. أحمد محمد نعمان‎; 26 апреля 1909, османский Йемен — 27 сентября 1996, Женева, Швейцария) — йеменский государственный деятель, премьер-министр Йеменской Арабской Республики (1965 и 1971).

## Биография
Происходил из рода шейхов аль-Хюрарийя. его дядя был османским хакимом, а отец — землевладельцем. Получил образования в университете Забида. В середине 1930-х годов организовал школу для мальчиков, которая получила признание и стала центром обсуждения текущих событий. Был учителем сына имама Ахмеда принца Мухаммеда аль-Бадра. Однако вскоре тайная полиция имама по жалобам консерваторов обнаружила в школе очаги оппозиционных взглядов и Нуман был помещен под домашний арест.
После освобождения он отправился в Каир. Он хотел поступить в Каирский университет, однако ему было отказано из-за отсутствия сертификата по ряду современных предметов. В итоге в Университете аль-Азхар он получил доступ к современной арабской политической мысли. Университет был центром деятельности «Братьев-мусульман», которые были особенно заинтересованы в Йемене (в силу его изоляции) в качестве подходящего полигона для управления в соответствии с шариатом. Там он знакомиться с писателем, поэтом и историком Шакибом Арсланом и в 1939 г. стал его секретарем. В этом качестве он начал писать памфлеты с критикой йеменских правителей. В 1940 г. вместе с поэтом аль-Зубайри он создает дискуссионную группу с упором на планы по реформированию Йемена «Первый батальон» и публикует материалы в каирской прессе.
В 1941 годe наследный принц Ахмад бин Яхья, которого отец-имам утвердил губернатором Таизе, назначил Нумана инспектором местных начальных школ. Однако прибывший вместе с ним аль-Зубайри начал свою оппозиционную деятельность, узнав об этом имам пришел в ярость, обвинив последнего в преступлении против ислама. Однако созданный по его приказу специальный совет оправдал аль-Зубайри.
В 1944 году Нуман эмигрировал в Аден, где основал «Движение свободных йеменцев».
В 1948 году — министр сельского хозяйства Йеменского Королевства.
В 1955 году — политический советник наследника престола аль-Бадра.
В 1955—1962 годах вместе с Мухаммедом Махмудом аз-Зубейри в Каире возглавил бюро «Йеменского союза», созданного «свободными йеменцами».
В 1962 году — министр местного самоуправления ЙАР.
В 1963—1964 годах — постоянный представитель ЙАР при Лиге арабских государств.
В 1964 году — председатель Совета Шура.
С 24 апреля  по 6 июля 1965 года и с 3 мая по 24 августа 1971 года возглавлял правительство ЙАР.
В 1972—1974 годах — советник Республиканского Совета.
После ухода в отставку президента Абдель Рахмана Арьяни в 1974 г. эмигрировал в Саудовскую Аравию, Египет, а затем — в Швейцарию.